# Gerhard VI. z Jülichu
Gerhard VI. z Jülichu (německy Gerhard I. von Jülich-Berg, 1315? – 18. května 1360, Düsseldorf ) byl hrabě z Ravensbergu a Bergu a fojt Herfordu.

## Život
Narodil se jako nejstarší syn hraběte Viléma V. z Jülichu a Johany, dcery holandského hraběte Viléma III. V roce 1333 byl zasnouben s Markétou, dcerou geldernského vévody Reginalda II. K manželství nedošlo, snoubenka zemřela roku 1344. Téhož roku se Gerhard oženil s Markétou, dcerou Oty IV., hraběte z Ravensbergu. Markétin otec Ota neměl syny, a tak po jeho smrti v roce 1328 zdědil hrabství Ravensberg jeho bratr Bernard. Ten zemřel v roce 1346 bez potomků a dědičkou se stala se Markéta. Pak, když v roce 1348 zemřel Markétin bezdětný strýc Adolf IX. z Bergu, získala hrabství Berg. Tyto tituly Gerhardovým sňatkem s Markétou přešly do rodu Jülichů, kde zůstaly až do roku 1511, kdy přešly do rodu Klévských.
Gerhard uzavřel několik neúčinných ochranných aliancí a postavil se proti kolínskému arcibiskupovi. Získal Hardenberg, Neviges, Langenberg, Remangen a Kaiserswerth, a další. V květnu 1360 byl na turnaji v Düsseldorfu smrtelně zraněn Arnoldem z Blankenheimu a byl pohřben v klášteře Altenberg. Dědicem obou hrabství se stal nezletilý syn Vilém.